# Rita Yahan-Farouz
Rita Yahan-Farouz Kleinstein (persiska: ریتا جهان فروز, hebreiska: ריטה יהאן-פרוז), född 24 mars 1962 i Teheran, är en israelisk popsångerska och skådespelerska. Hon är en av Israels mest kända sångerskor och har även haft framgångar i Iran med låtar sjungna på modersmålet persiska. Hon är främst känd under sitt förnamn Rita.

## Biografi
Rita föddes och växte upp i Teheran. Familjen som var persiska judar flyttade till Israel 1970 och bosatte sig i Ramat HaSharon utanför Tel Aviv. Efter att Rita fullgjort sin värnplikt (1982-1985) studerade hon på teaterskolan Beit Zvi. Under denna period blev hon upptäckt av Ronny Brawn, VD för CBS Records. 1983 spelade hon tillsammans med Rami Kleinstein in soundtracket till filmen The Boarding School. Rita fick sitt genombrott 1985 då hon fick sina två första hits med låtarna Begida och The Song of the Sailor's Lover. 1986 släppte hon sitt självbetitlade debutalbum där hon själv, tillsammans med Rami Kleinstein, skrivit låtarna. Samma år deltog hon i den israeliska uttagningen till Eurovision Song Contest, där hon kom på 4:e plats med bidraget Shvil ha'bricha. Hon medverkade även i en uppsättning av musikalen My Fair Lady i Tel Aviv.
1987 släppte Rita sitt andra studioalbum, Breaking Those Walls, som också är hennes första engelskspråkiga album. Albumet består till stor del av låtar från hennes första album omskrivna med engelsk text. Hennes andra hebreiskspråkiga album, Yamey Ha-Tom, släpptes 1988 och i samband med det gav hon sig ut på sin första turné. 1990 utsågs hon till Israels representant i Eurovision Song Contest. Hon framförde bidraget Shara Barkhovot och kom på 18:e plats med 16 poäng. 1990-1993 medverkade hon i uppsättningar av pjäser som Så tuktas en argbigga och Katt på hett plåttak.
1998 sjöng Rita Israels nationalsång, Hatikva, under en ceremoni där landets 50-årsjubileum som självständig stat firades. Året därpå släpptes albumet Tiftah Halon, som blev en stor framgång. 2001 gjorde hon och Rami Kleinstein en gemensam turné som sedan resulterade i livealbumet Rita & Rami On Stage. 2012 släppte hon albumet Ha'Smachot Shellanu, som också släpptes i en persisk version, blev en framgång både i Israel och i Iran.
2013 uppträdde Rita för FN:s generalförsamling och sjöng på engelska, persiska och hebreiska.

## Diskografi

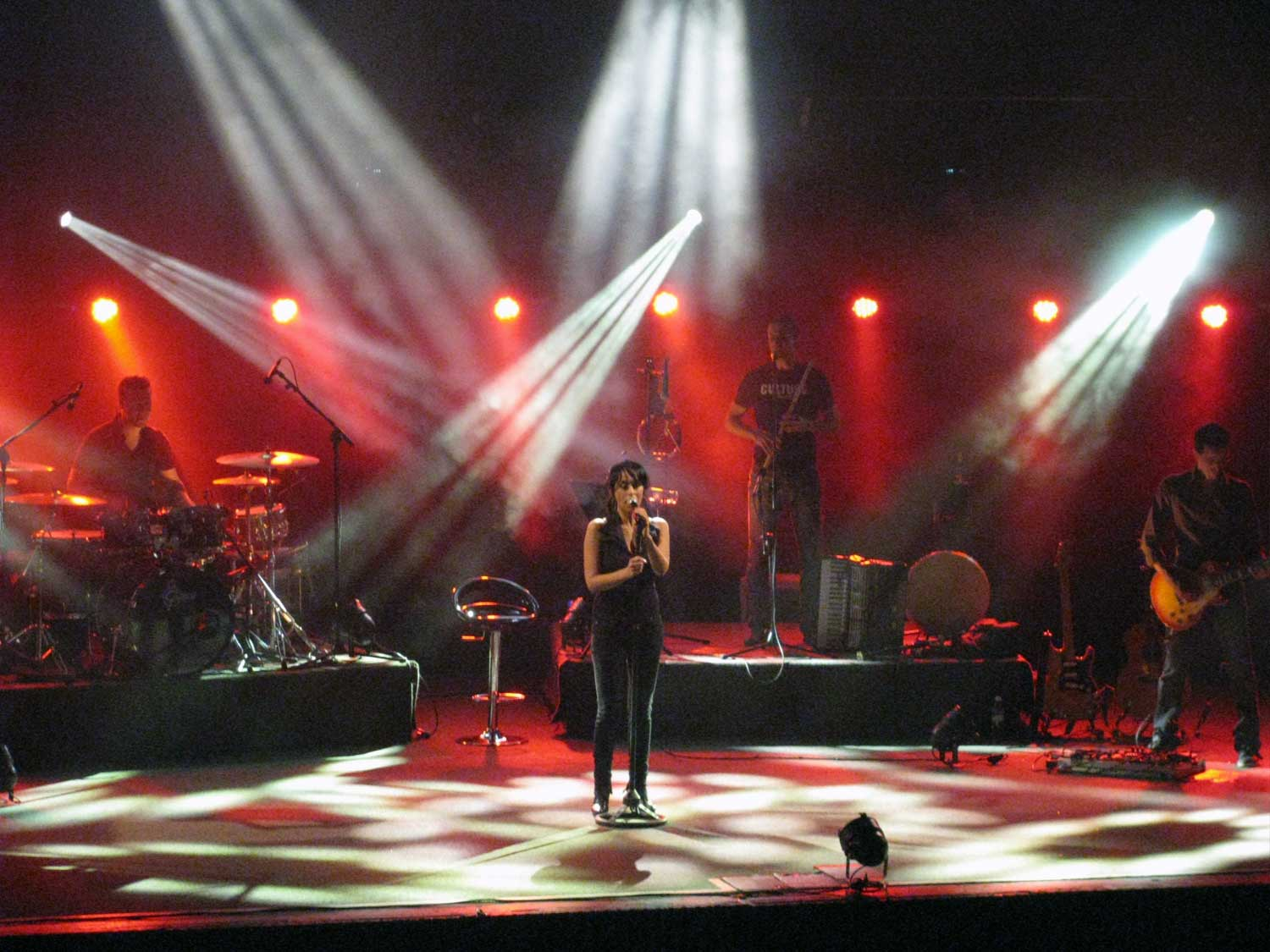
Rita under en konsert i Jerusalem

- Rita (1986)
- Breaking Those Walls (1987)
- Yamey Ha-Tom (1988)
- Ahava Gdola (1994)
- Tahanot BaZman (1996)
- Tiftah Halon (1999)
- Time for Peace (2000)
- Rita & Rami On Stage (2001)
- Hamtsan (2003)
- One Live (2007)
- Remazim (2008)
- Ha'Smachot Shellanu (2012)